# Caiophora
Genre
Caiophora est un genre de plante à fleur de la famille des Loasaceae. Son aire de répartition naturelle s'étend de l'ouest et du sud de l'Amérique du Sud jusqu'au sud du Brésil.

## Description

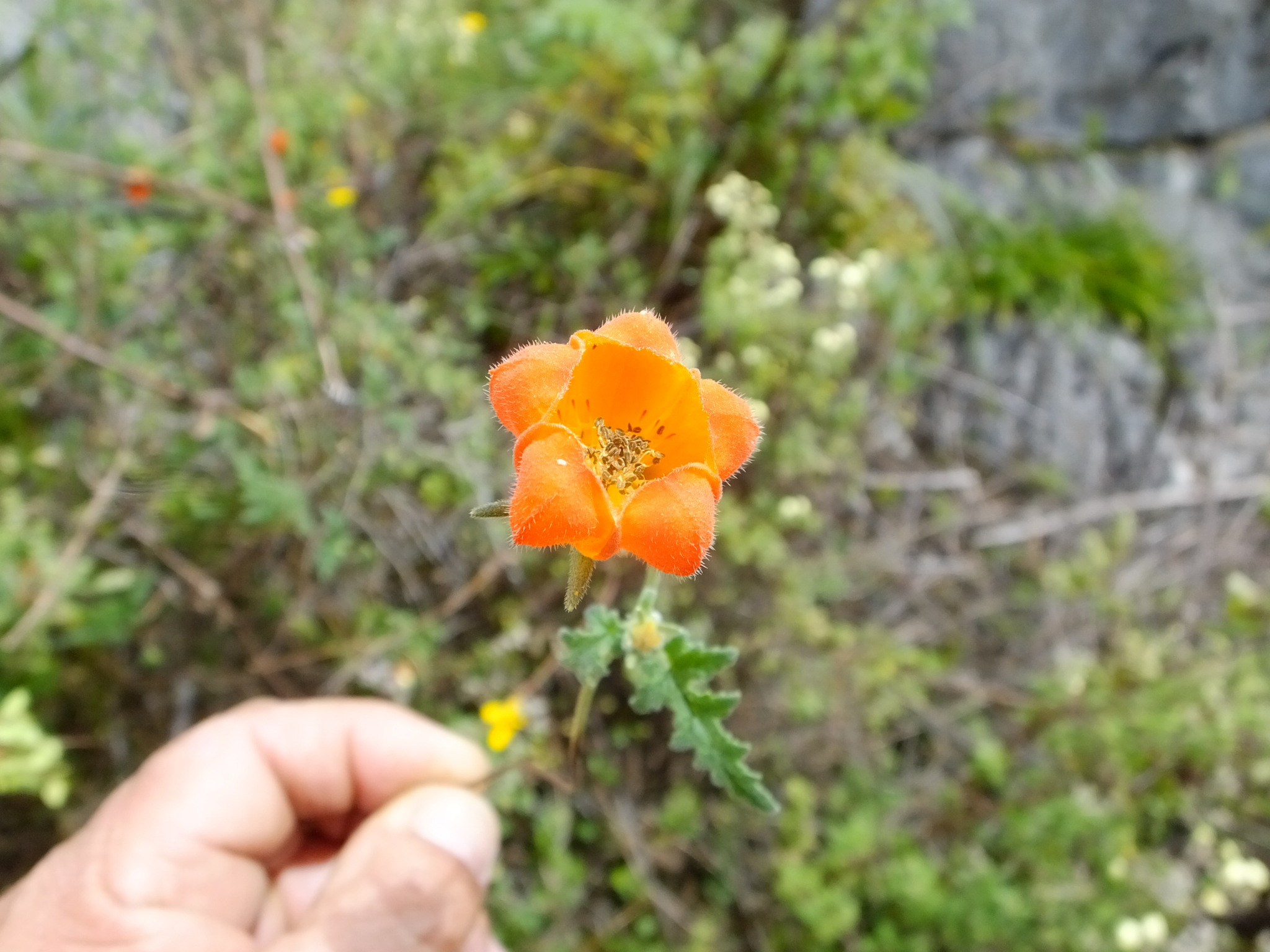
Fleur de Caiophora contorta

Les Caiophora forment des touffes ou des rosettes avec des tiges prostrées ou érigées. Presque toutes sont pourvues de poils irritants ou urticants, généralement sur les tiges, les feuilles et les capsules de graines, et souvent aussi sur le dos des fleurs. Ce moyen de dissuasion varie d'une espèce à l'autre et comprend des poils fins à grossiers, pointus et cassants (glochides) de différentes longueurs, qui, dans leur développement extrême, deviennent gonflés à leur base avec un bulbe de poison, comme chez les orties. Le feuillage est toujours composé, généralement penné à pennatisé, parfois palmé. Les fleurs ont généralement cinq pétales en forme de bateau (parfois seulement quatre ou plus rarement six ou sept). Cinabre, écarlate, orange, or, jaune, crème et verdâtre : tel est le spectre des Caiophora, chaque espèce étant unicolore à l'exception des staminodes externes. De grandes fleurs voyantes dans la gamme rouge, ou le développement d'une zone cible centrale voyante avec de généreuses provisions de nectaires ; les deux indiquent une conception pour attirer les pollinisateurs colibris, un phénomène beaucoup plus commun parmi les alpines du nouveau monde qu'on ne le pense généralement.
Les tiges sont prostrées ou retombantes, jusqu'à 30 cm de long ou plus à partir d'une touffe centrale de feuilles dressées. Feuilles étroitement lancéolées à linéaires, jusqu'à 319 cm de long, dentées, sur des pétioles de 37,5 cm de long. Les fleurs axillaires sont portées par des pédicelles de 32,5 cm qui s'allongent jusqu'à 38,5 cm lorsque la capsule presque globulaire est mature. Les pétales orange-écarlate pur, 31,6 cm de long, commencent leur croissance assez dressés pour créer un abat-jour fermé, puis s'étalent presque horizontalement.

## Répartition et habitat
Cette espèce variable est assez régulièrement cultivée au Pérou et Bolivie parmi les rochers semi-ombragés de l'altiplano.

## Liste des espèces
Selon GBIF (22 septembre 2024) :
- Caiophora aconquijae Sleumer
- Caiophora andina Urb. & Gilg
- Caiophora arechavaletae (Urb.) Urb.
- Caiophora boliviana Urb. & Gilg
- Caiophora buraeavii Urb. & Gilg ex Rusby
- Caiophora campaniflora Triana & Planch.
- Caiophora canarinoides (Lenné & K.Koch) Urb. & Gilg
- Caiophora carduifolia J.Presl
- Caiophora cernua (Griseb.) Urb. & Gilg ex Kurtz
- Caiophora chuquisacana Urb. & Gilg
- Caiophora chuquitensis (Meyen) Urb. & Gilg
- Caiophora cirsiifolia C.Presl
- Caiophora clavata Urb. & Gilg
- Caiophora contorta (Desr.) C.Presl
- Caiophora coronata (Gillies ex Arn.) Hook. & Arn.
- Caiophora dederichiorum Mark.Ackermann & Weigend
- Caiophora deserticola Weigend & Mark.Ackermann
- Caiophora dumetorum Urb. & Gilg
- Caiophora heptomera Urb. & Gilg
- Caiophora hibiscifolia Urb. & Gilg
- Caiophora lateritia Klotzsch
- Caiophora leucantha Rojas Acosta
- Caiophora macrantha Killip
- Caiophora madrequisa Killip
- Caiophora mollis (Griseb.) Urb. & Gilg
- Caiophora nivalis Lillo
- Caiophora patagonica Macl.
- Caiophora pedicularifolia Killip
- Caiophora peduncularis (C.Presl) Weigend & Mark.Ackermann
- Caiophora pentlandii (Paxton) G.Don ex Loudon
- Caiophora pterosperma (G.Don) Urb. & Gilg
- Caiophora pulchella Urb. & Gilg
- Caiophora rosulata (Wedd.) Urb. & Gilg
- Caiophora rusbyana Urb. & Gilg ex Rusby
- Caiophora rusbyana Urb. & Gilg, 1893
- Caiophora scarlatina Urb. & Gilg
- Caiophora sleumeri Slanis, M.C.Perea & A.Grau
- Caiophora stenocarpa Urb. & Gilg
- Caiophora tenuis Killip
- Caiophora tomentulosa Urb. & Gilg, 1900
- Caiophora vallegrandensis Slanis & Bulacio
- Caiophora vargasii Standl. & F.A.Barkley
- Caiophora werdermannii Urb. & Gilg
- Caiophora ×herbertii G.Don ex Lour.

## Systématique
Le nom correct complet (avec auteur) de ce taxon est Caiophora J.Presl.